# Ulotrichopus tortuosus
Ulotrichopus tortuosus là một loài bướm đêm trong họ Erebidae.